# Церковь Благодарения (Дюссельдорф-Бенрат)
Церковь Благодарения (нем. Dankeskirche) — единственная в Бенрате (один из административных районов Дюссельдорфа, расположенный на юге города) евангелическая церковь.

## История
Церковь Благодарения является молодой церковью Бенрата. Первый камень был заложен 15 марта 1914 года, а освящение состоялось 6 июня 1915 года. Церковь без повреждений прошла через две мировые войны и в настоящее время почти во всём сохранила первоначальный облик.

## Архитектура
Главный архитектор церкви — проф. Фридрих Пютцер (Friedrich Pützer) из Дармштадта. Он разработал проект строительства. Пютцеру помогал его ученик, инженер Эдуард Венер (Eduard Lyonel Wehner) из Дюссельдорфа, которому было поручено вести как строительные работы, так и общий архитектурный надзор. Церковь построена по оригинальному проекту. Главный вход, расположенный на Западной улице (Weststraße) не является симметричным по отношению к основному церковному помещению. В центральное помещение церкви ведут два боковых входа. Рядом расположен зал заседаний, называемый «Комнатой Лютера» (Lüther-Zimmer).
Центром алтаря является кафедра для проповедей, украшенная четырьмя резными изображениями апостолов и евангелистов с их символами (Матфея с ангелом, Марка со львом, Луки с быком и Иоанна с орлом).
Над входным порталом возвышается колокольня с часами.

## Оборудование

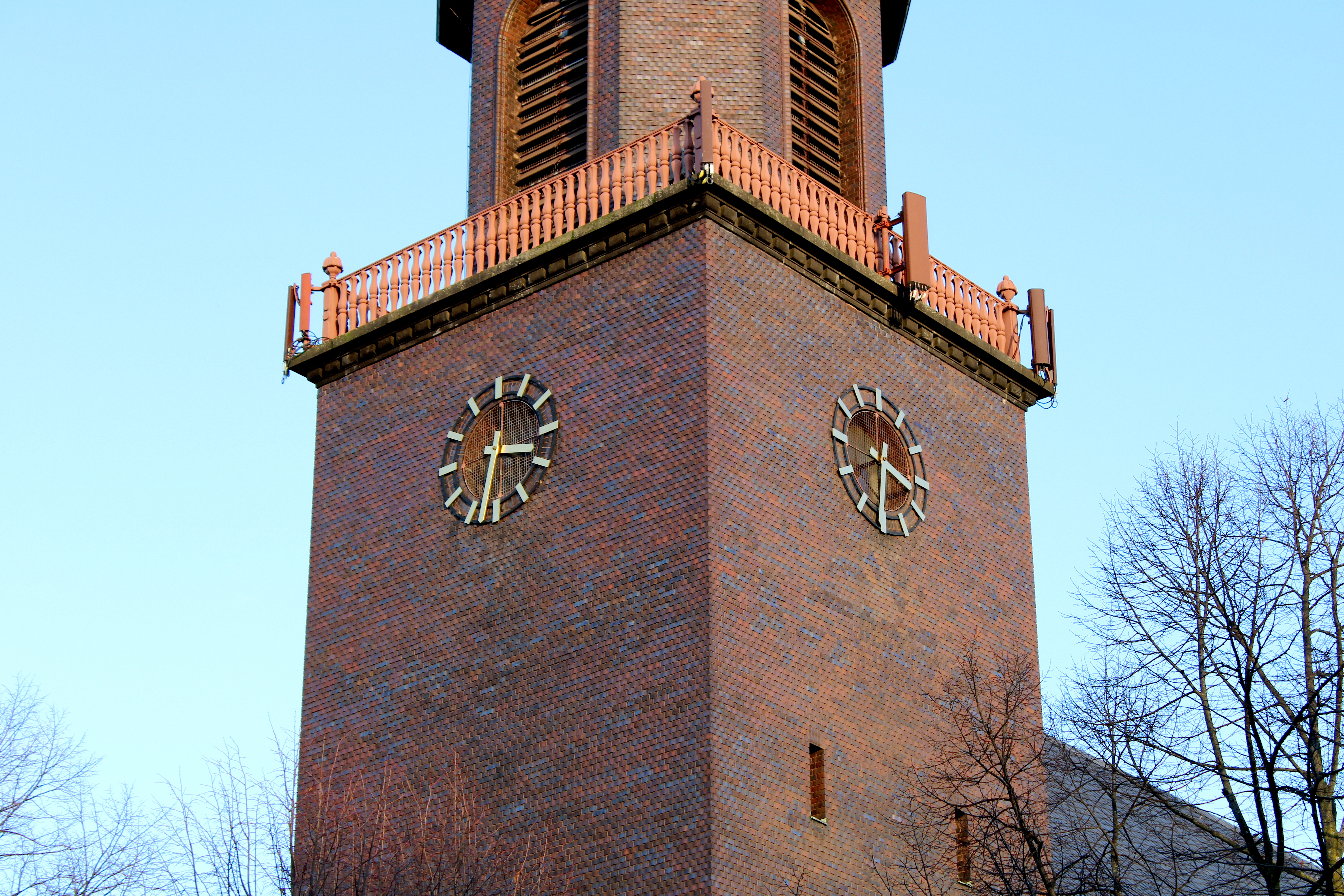
Башенные часы на северной и западной сторонах колокольни.

### Башенные часы
По предложению архитектора Э. Л. Венера евангелическая община в 1914 году купила часы для церковной башни у компании Korfhage u. Söhne (Оснабрюк-Буэр).
Сложный часовой механизм оснащен тремя циферблатами — по одному на южной, западной и северной стороне, каждый диаметром по 2,25 м. Стрелки состоят из позолоченных стержней. Общей тяговой силы единого гиревого механизма в первые десятилетия хватало на неделю. До сих пор каждая четверть часа и полные часы отбиваются на двух колоколах. Компания Korfhage ещё при получении заказа связалась с часовым мастером Потрафке (Potrafke) в Бенрате, который взял на себя обязательство по обслуживанию часов.
Часы и часовой механизм хорошо пережили обе войны. В 1957 году часы получили новые циферблаты, позолота стрелок которых была обновлена в 1970 году. В октябре 1970 года недельная протяжка привода механизма была переключена на электрический режим. Вскоре после этого синхронизировали отключение механизма колоколов на ночь.

## Достопримечательности
- Рельеф над входным порталом, изображающих Иисуса Христа с ангелами по сторонам. Автор: Бернхард Лоф (Bernhard Lohf). 1927 год.
- Напрестольное Евангелие, подаренное церкви императрицей Августой Викторией в 1915 году. С дарственной надписью.
- Деревянная купель для таинства крещения.
- Шесть оконных мозаичных витражей, работы Отто и Рудольфа Линнеман (Otto, Rudolf Linnemann) из Франкфурта. 1915 год.
- Потолочная роспись по гипсу работы художника Роберта Зойферта (Robert Seuffert), 1915 год. Центральное изображение называется «Вознесение Господне» (Himmelfahrt Christi). Четыре боковых картины изображают Жана Кальвина, Иоганна Вихерна, Мартина Лютера и Филиппа Меланхтона.
- Две княжеских ложи-балкона, предназначенных для императорской четы Вильгельма II и Августы Виктории, планировавших присутствовать на открытии церкви. Помешала этому Первая мировая война.